# Santa Rosa de Yacuma
Santa Rosa de Yacuma es una localidad y un municipio de Bolivia, ubicado en la provincia del General José Ballivián del departamento del Beni. La localidad se encuentra distante 477 km de la ciudad de Trinidad, la capital departamental, y está al lado de la laguna Bravo.

## Historia
En el año 1904 unos sacerdotes del pueblo de Reyes en sus misiones religiosas anotaron por primera vez en sus registros su visita al pueblo de Santa Rosa del Yacuma, cuando hicieron bautizos en el casco viejo. La segunda visita de los curas de Reyes a Santa Rosa del Yacuma fue realizada el 29 de agosto de 1907.

## Ubicación
El municipio de Santa Rosa del Yacuma es uno de los cuatro municipios de la provincia del General José Ballivián y se encuentra en la parte noreste de la provincia. Limita al oeste con el municipio de Reyes, al sur con el municipio de San Borja, al este con la provincia de Yacuma y por el norte con la provincia de Vaca Díez.
La localidad más grande y el centro administrativo del municipio es la localidad de Santa Rosa del Yacuma con 4.319 habitantes (2001) en la parte sur del municipio. La localidad se encuentra a su vez dentro del Área protegida municipal Pampas del río Yacuma. Aproximadamente a 3,5 km al sur de la localidad de Santa Rosa se encuentra el río Yacuma.

## Geografía
El municipio de Santa Rosa se ubica al este de la Cordillera Oriental en las tierras bajas de Bolivia entre los sistemas fluviales del río Beni y el río Mamoré hacia el norte en el Amazonas. El clima de la región es el año tropical y húmedo, los valores de precipitación mensuales alcanzan entre 200 y 300 mm, de diciembre a marzo (véase gráfico climático Rurrenabaque). La temperatura media anual es de 26 °C y varía muy poco entre los 23 °C en junio / julio y casi 28 °C en noviembre / diciembre.

### Hidrografía
Por el municipio en los flujos de la parte sur de oeste a este del río Yacuma, en la parte central del oeste al este del río Yata, y en el oeste, en la frontera con el municipio de Reyes, al norte de la Biata Río. En el suroeste de la provincia, en la frontera con el municipio de Reyes se encuentra la Laguna Rogagua.

## Demografía
De acuerdo con el censo boliviano de 2024, la población del municipio de Santa Rosa de Yacuma es de 10 910 habitantes.
La población del municipio aumentó aproximadamente un 50 % entre 1992 y 2024, mientras que la población de la localidad ha aumentado levemente entre 1992 y 2012:
| Año  | Habitantes (municipio) | Habitantes (localidad) | Fuente     |
| ---- | ---------------------- | ---------------------- | ---------- |
| 1992 | 7.212                  | 3.150                  | Censo 1992 |
| 2001 | 9.016                  | 4.319                  | Censo 2001 |
| 2012 | 9.478                  | 4.727                  | Censo 2012 |
| 2024 | 10.910                 |                        | Censo 2024 |

La densidad de población del municipio en el censo de 2001 era de 0,9 personas / km ², la proporción de la población urbana es del 44,6 por ciento.
La esperanza de vida de los recién nacidos en 2001 fue de 66,1 años.
La tasa de alfabetización entre los mayores de 19 años de edad es 87,6 %, mientras que 91,9 % y 82,8 % en los hombres y en las mujeres (2001).

## Transporte
Santa Rosa de Yacuma se encuentra a 477 kilómetros por carretera al noroeste de Trinidad, la capital del departamento.
Desde Trinidad, la carretera nacional Ruta 3, conduce en dirección suroeste a través de San Ignacio de Moxos y San Borja hasta Yucumo. Desde allí, la Ruta 8 conduce más de 99 km al noroeste hasta Rurrenabaque, desde allí más al noreste por otros 97 km vía Reyes hasta Santa Rosa de Yacuma.
En su extensión, luego de otros 500 km en el noreste del país, la vía llega a la ciudad de Guayaramerín sobre el río Mamoré en la frontera con Brasil.

## Turismo

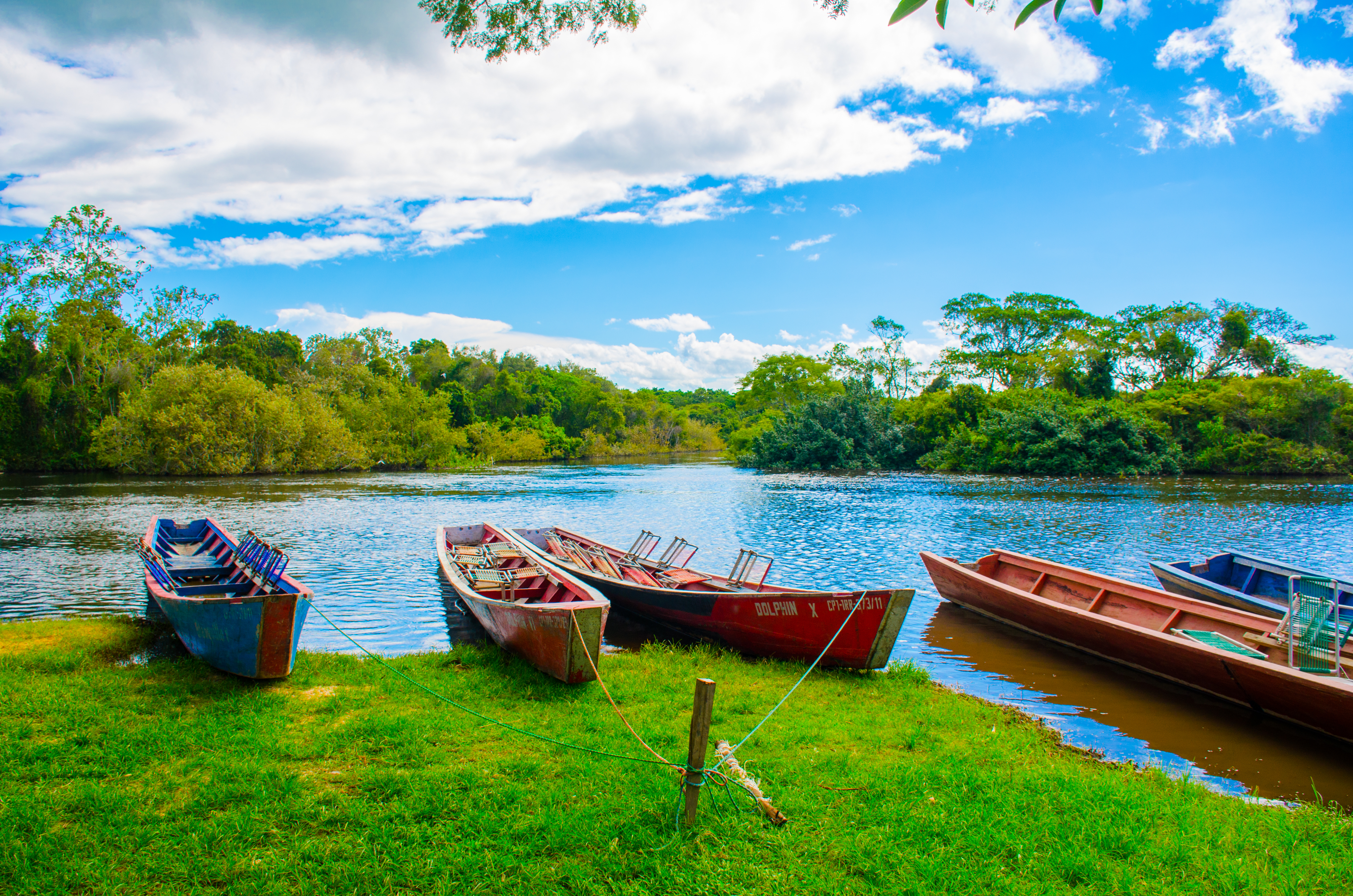
Vista de botes en el Parque Regional Yacuma.

El turismo en Santa Rosa de Yacuma comenzó en la década de 1990 con un pequeño número de pescadores y posteriormente con la observación de fauna silvestre. El municipio comenzó a llamarlo "Zoológico Natural" y, en 2007, se creó formalmente como el Área protegida municipal Pampas del río Yacuma. El número de turistas ha aumentado y los beneficios socioeconómicos para la región son muy importantes. Al 2017, el atractivo turístico más popular es la biodiversidad faunística que se puede observar en los tours de dos a tres días que se ofrecen en el río Yacuma, incluyendo bufeos, caimanes, monos y una variedad de especies de aves. Si bien la mayoría de estos tours se ofrecen en Rurrenabaque, una ciudad a unos 100 km al sur de Santa Rosa de Yacuma, Santa Rosa es donde se encuentran la mayoría de los servicios turísticos, incluyendo hoteles y agencias de viajes, así como el principal aeropuerto de la región. Las agencias de viajes suelen ofrecer paquetes con todo incluido de tres días y dos noches y de dos días y una noche. Los servicios de transporte terrestre y fluvial normalmente están incluidos en el precio, junto con el alojamiento, la comida y los servicios de guía.
El área protegida municipal Pampas del río Yacuma, que cuenta con una superficie de 6.164 km², es una de las áreas municipales protegidas más grandes del mundo. Al año 2016, el área recibía entre 18 y 20 mil visitas anualmente.
En el municipio se ha hallado en 2022 un yacimiento arqueológico que data de alrededor de 1500 años antes de Cristo, conocido como Los Caracoles, en inmediaciones del río Yacuma. En él se han encontrado fragmentos de cerámica y restos humanos arqueológicos.

## Himno
HIMNO A SANTA ROSA
Autor: Gustavo Cabrera

Celeste y blanco orgullo regional
Emerge un himno al alma nacional
galope al sol radiante selva y luna
Avanza Santa Rosa del Yacuma

Valiente ganadero pampa y sol

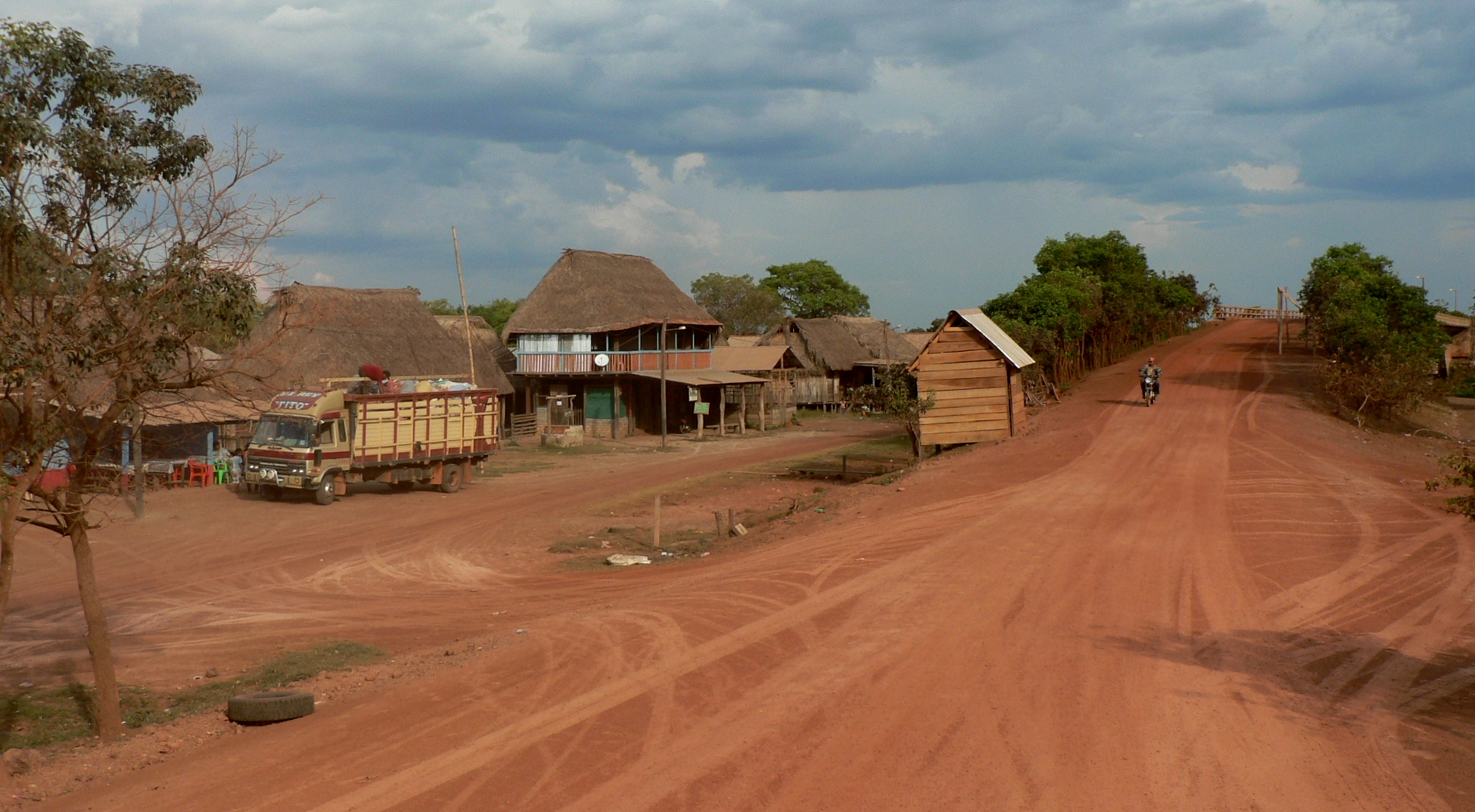
Puerto Teresa, sobre el río Yata.

Tú historia un pueblo altivo al mundo dió
Serás del río Yacuma novia eterna
Brilla el cielo de agosto en tu honor

Viva siempre la nobleza de tus hijos
Viva tu raza, orgullo camba y dignidad
Suelo hermoso joyel de altruismo 
Paso firme de la integridad
Feraz radiante y fiel como ninguna
Santa Rosa del Yacuma…!!!

Tu estrella el buen futuro marca hoy
Se yergue hacia el milenio tu razón
Del Beni sos la flor que no marchita
De Bolivia el bravío blasón

Viva siempre la nobleza de tus hijos
Viva tu raza, orgullo camba y dignidad
Suelo hermoso joyel de altruismo
Paso firme de la integridad

Feraz radiante y fiel como ninguna
Santa Rosa del Yacuma…!!!